# Prundu (okręg Teleorman)
Prundu – wieś w Rumunii, w okręgu Teleorman, w gminie Lunca. W 2011 roku liczyła 1437 mieszkańców.